# Lescherolles
Lescherolles est une commune française située dans le département de Seine-et-Marne en région Île-de-France.

## Géographie

### Localisation
Le village est situé à 4,5 km au sud-est de La Ferté-Gaucher.

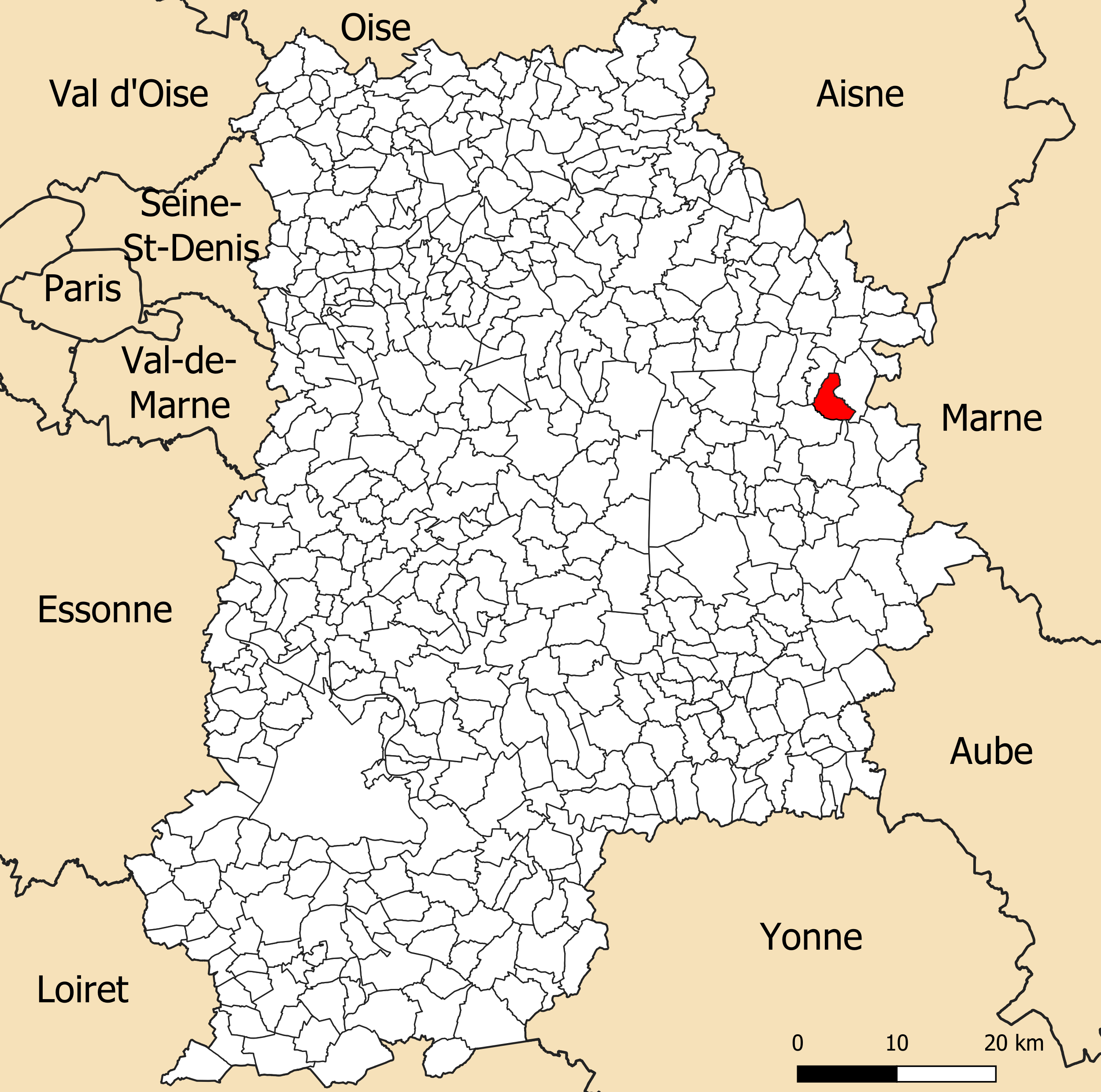
Localisation de la commune de Lescherolles dans le département de Seine-et-Marne.

### Communes limitrophes
| Saint-Martin-des-Champs  |              | La Chapelle-Moutils |
|                          | Lescherolles |                     |

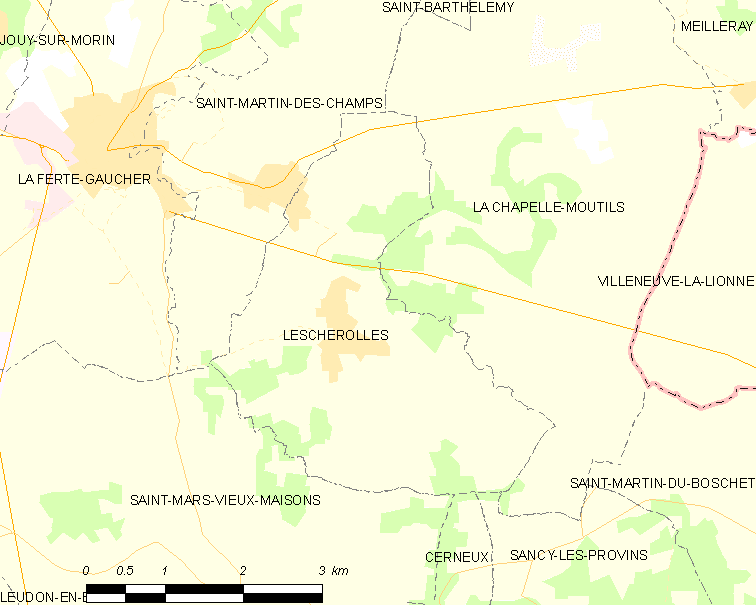
Carte des communes limitrophes de Lescherolles.

| Saint-Mars-Vieux-Maisons | Cerneux      | Sancy-lès-Provins   |

### Hydrographie

#### Réseau hydrographique

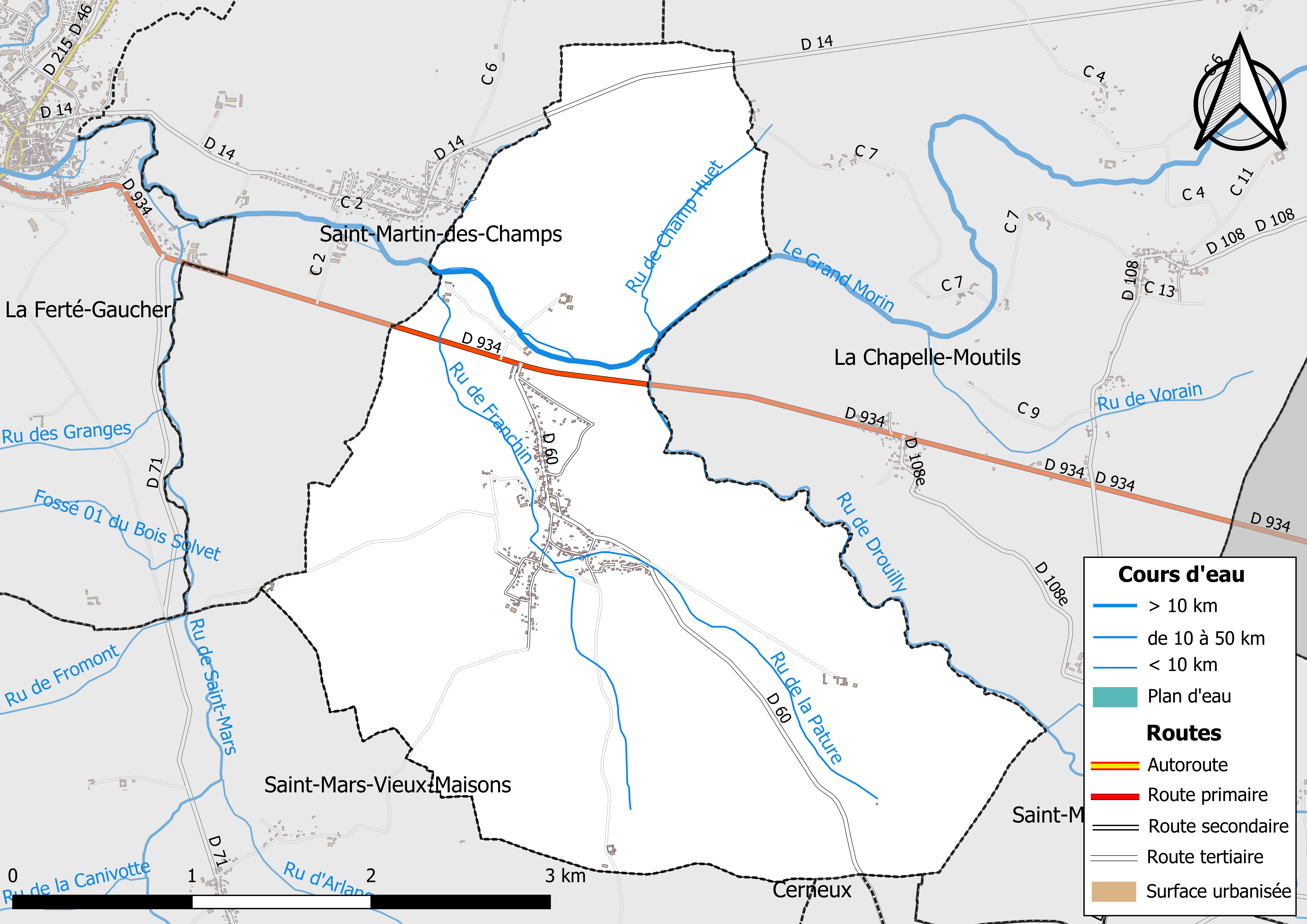
Carte des réseaux hydrographique et routier de Lescherolles.

Le réseau hydrographique de la commune se compose de neuf cours d'eau référencés :
- la rivière le Grand Morin, longue de 118,16 km[1], affluent en rive gauche de la Marne, ainsi que :
  - un bras de 0,25 km[2] ;
  - un bras de 0,36 km[3] ;
  - le ru de Champ Huet, 1,54 km[4], et ;
  - le ru de Drouilly, 8,14 km[5], affluents du Grand Morin ;
    - le ru des Ouches, 1,40 km[6], affluent du ru de Drouilly ;

  - le ru de Saint-Martin, 1,10 km[7], et ;
  - le ru de Franchin, 3,59 km[8], affluents du Grand Morin ;
    - le ru de la Pature, 2,49 km[9], affluent du ru de Franchin.

La longueur totale des cours d'eau sur la commune est de 12,47 km.

#### Gestion des cours d'eau
Afin d’atteindre le bon état des eaux imposé par la Directive-cadre sur l'eau du 23 octobre 2000, plusieurs outils de gestion intégrée s’articulent à différentes échelles : le SDAGE, à l’échelle du bassin hydrographique, et le SAGE, à l’échelle locale. Ce dernier fixe les objectifs généraux d’utilisation, de mise en valeur et de protection quantitative et qualitative des ressources en eau superficielle et souterraine. Le département de Seine-et-Marne est couvert par six SAGE, au sein du bassin Seine-Normandie.
La commune fait partie du SAGE « Petit et Grand Morin », approuvé le 21 octobre 2016. Le territoire de ce SAGE comprend les bassins du Petit Morin (630 km2) et du Grand Morin (1 185 km2). Le pilotage et l’animation du SAGE sont assurés par le syndicat mixte d'aménagement et de gestion des Eaux (SMAGE) des 2 Morin, qualifié de « structure porteuse ».

### Climat
Pour des articles plus généraux, voir Climat de l'Île-de-France et Climat de Seine-et-Marne.
En 2010, le climat de la commune est de type climat océanique dégradé des plaines du Centre et du Nord, selon une étude du CNRS s'appuyant sur une série de données couvrant la période 1971-2000. En 2020, Météo-France publie une typologie des climats de la France métropolitaine dans laquelle la commune est exposée à un climat océanique altéré et est dans la région climatique Nord-est du bassin Parisien, caractérisée par un ensoleillement médiocre, une pluviométrie moyenne régulièrement répartie au cours de l’année et un hiver froid (3 °C).
Pour la période 1971-2000, la température annuelle moyenne est de 10,5 °C, avec une amplitude thermique annuelle de 15,4 °C. Le cumul annuel moyen de précipitations est de 754 mm, avec 12,4 jours de précipitations en janvier et 8,2 jours en juillet. Pour la période 1991-2020, la température moyenne annuelle observée sur la station météorologique la plus proche, située sur la commune de Chevru à 11 km à vol d'oiseau, est de 11,2 °C et le cumul annuel moyen de précipitations est de 697,7 mm,. Pour l'avenir, les paramètres climatiques de la commune estimés pour 2050 selon différents scénarios d'émission de gaz à effet de serre sont consultables sur un site dédié publié par Météo-France en novembre 2022.

### Milieux naturels et biodiversité
Aucun espace naturel présentant un intérêt patrimonial n'est recensé sur la commune dans l'inventaire national du patrimoine naturel,,.

## Urbanisme

### Typologie
Au 1er janvier 2024, Lescherolles est catégorisée commune rurale à habitat dispersé, selon la nouvelle grille communale de densité à sept niveaux définie par l'Insee en 2022.
Elle est située hors unité urbaine. Par ailleurs la commune fait partie de l'aire d'attraction de Paris, dont elle est une commune de la couronne,. Cette aire regroupe 1 929 communes,.

### Lieux-dits et écarts
La commune compte 63 lieux-dits administratifs répertoriés consultables ici dont Trotignon, Drouilly.

### Occupation des sols
L'occupation des sols de la commune, telle qu'elle ressort de la base de données européenne d’occupation biophysique des sols Corine Land Cover (CLC), est marquée par l'importance des territoires agricoles (80 % en 2018), une proportion sensiblement équivalente à celle de 1990 (80,4 %). La répartition détaillée en 2018 est la suivante : 
terres arables (80% ), forêts (14,1% ), zones urbanisées (5,8 %).
Parallèlement, L'Institut Paris Région, agence d'urbanisme de la région Île-de-France, a mis en place un inventaire numérique de l'occupation du sol de l'Île-de-France, dénommé le MOS (Mode d'occupation du sol), actualisé régulièrement depuis sa première édition en 1982. Réalisé à partir de photos aériennes, le Mos distingue les espaces naturels, agricoles et forestiers mais aussi les espaces urbains (habitat, infrastructures, équipements, activités économiques, etc.) selon une classification pouvant aller jusqu'à 81 postes, différente de celle de Corine Land Cover,,. L'Institut met également à disposition des outils permettant de visualiser par photo aérienne l'évolution de l'occupation des sols de la commune entre 1949 et 2018.

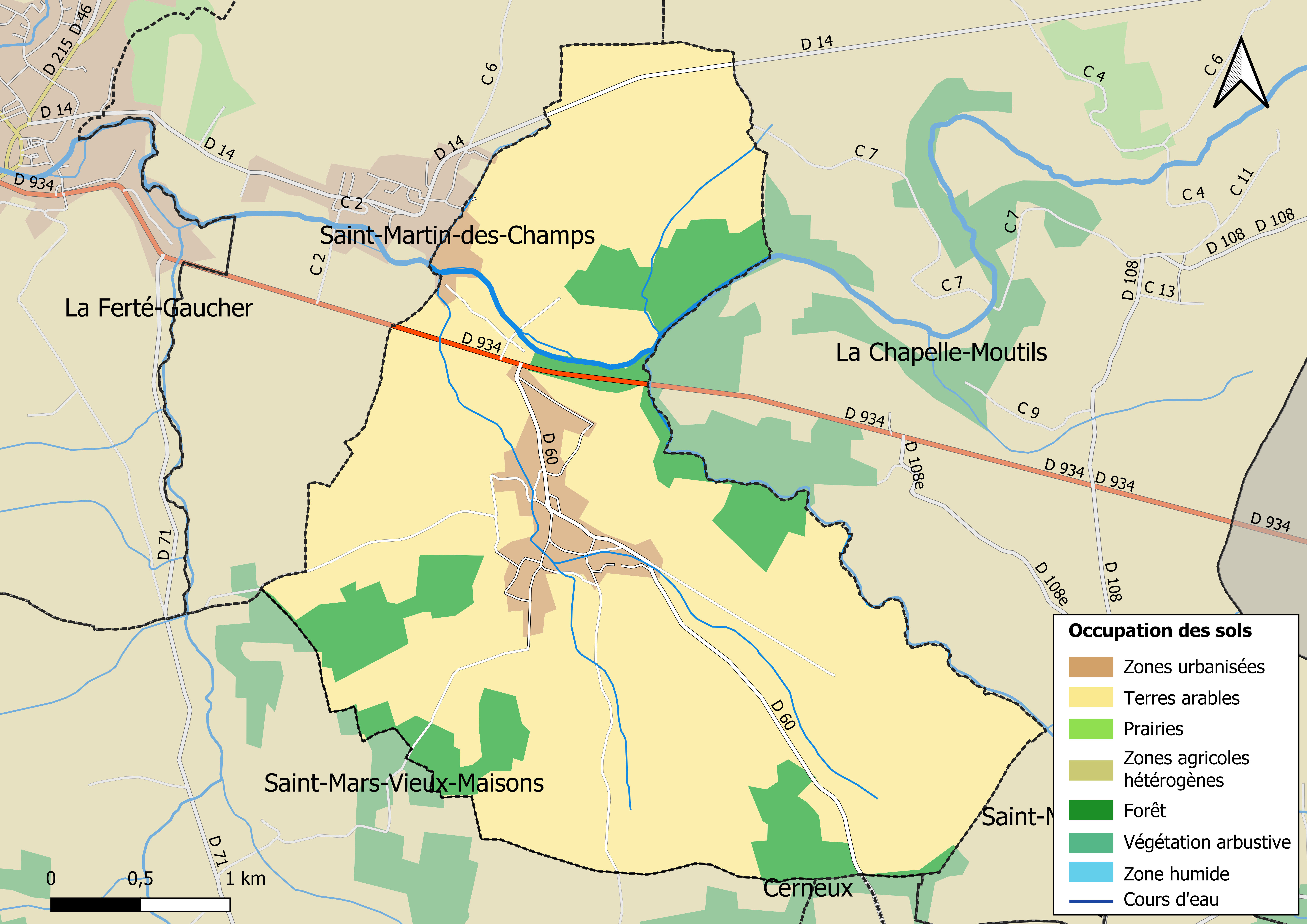
Carte des infrastructures et de l'occupation des sols en 2018 (CLC) de la commune.
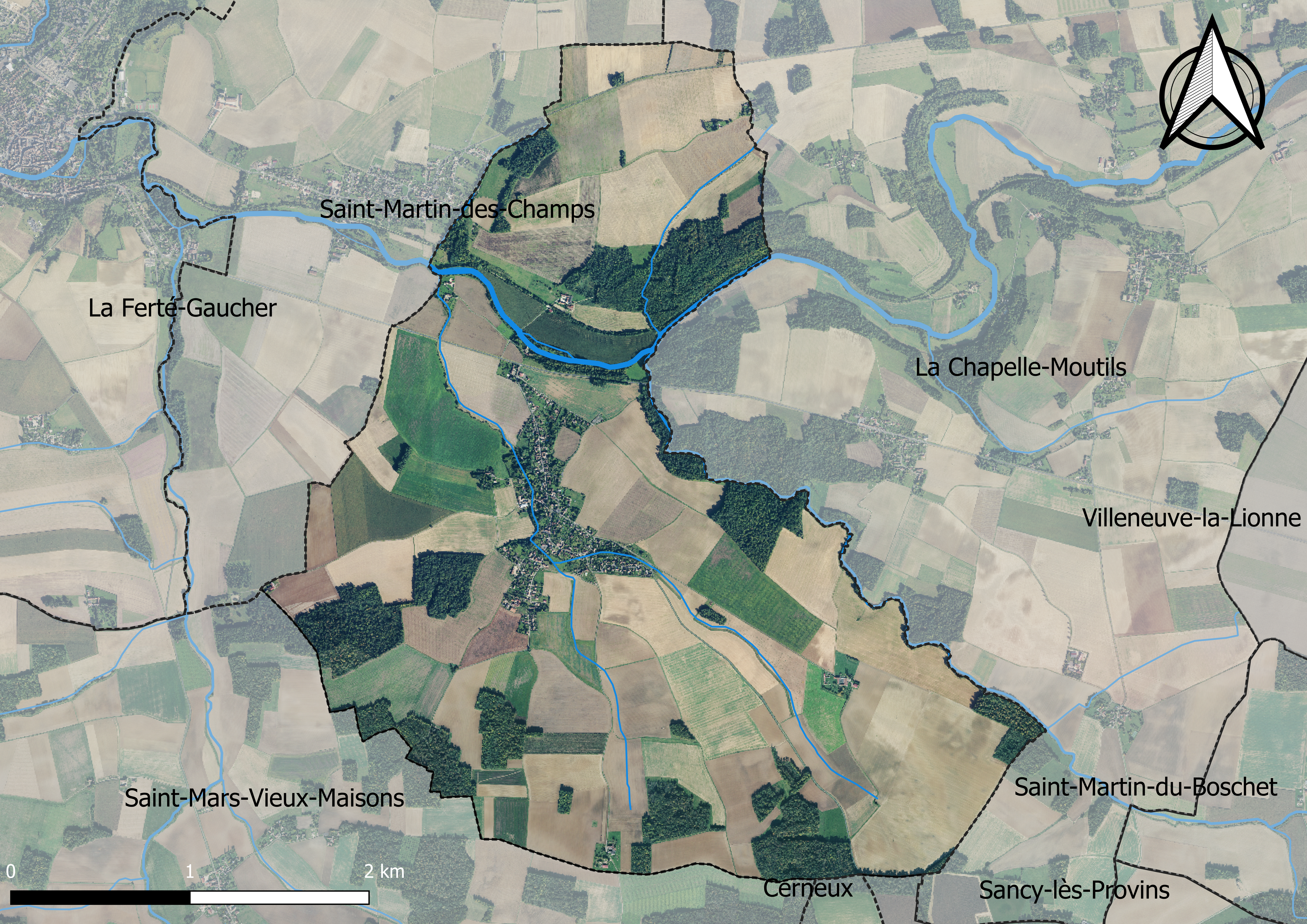
Carte orhophotogrammétrique de la commune.

### Planification
La commune disposait en 2019 d'un plan local d'urbanisme en révision. Le zonage réglementaire et le règlement associé peuvent être consultés sur le Géoportail de l'urbanisme.

### Logement
En 2017, le nombre total de logements dans la commune était de 223 dont 98,2 % de maisons et 0,4 % d'appartements.
Parmi ces logements, 82,2 % étaient des résidences principales, 8 % des résidences secondaires et 9,8 % des logements vacants.
La part des ménages fiscaux propriétaires de leur résidence principale s'élevait à 90,5 % contre 6,7 % de locataires et 2,8 % logés gratuitement.

### Voies de communication et transports

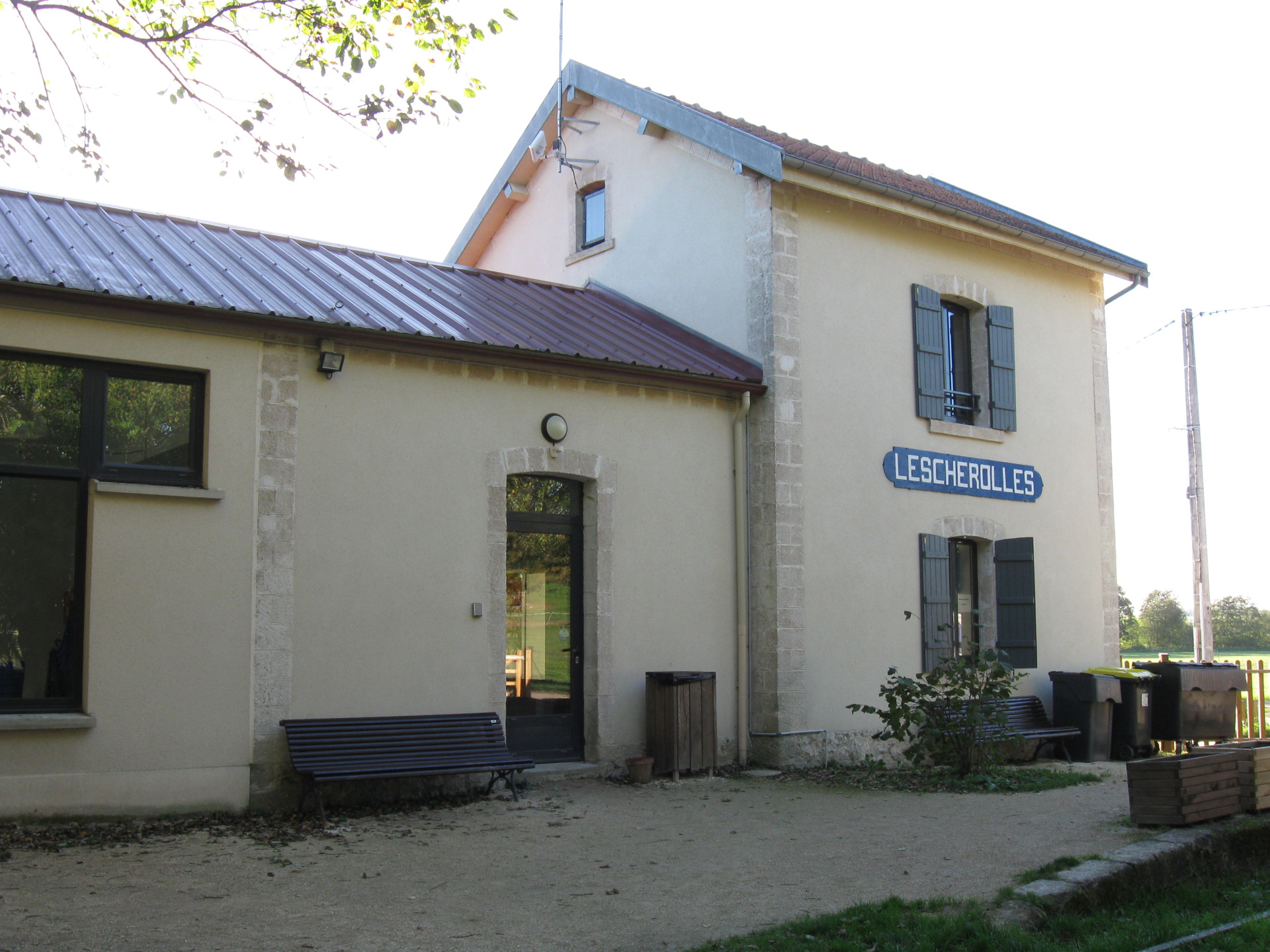
L'ancienne gare.

## Toponymie
Le nom de la localité est mentionné sous les formes Villa que dicitur Lescherolis en 1171 ; Locherolles en 1239 ; Lorcheroliae en 1260 ; Leicheroliae et Lercheroliae en 1282 ; Loicheroles, Leycheroles, Locheroles, et Lescherolez en 1298 ; Lecherolae en 1474.
Le village tirerait son nom du pluriel de l'oïl loicchere avec le suffixe diminutif -olle au pluriel : « petites prairies marécageuses », de la laîche plante des marais qui couvrent une partie de la commune, jadis utilisé comme litiére.

## Politique et administration

### Liste des maires
| Période                                  | Période   | Identité         | Étiquette | Qualité                          |
| ---------------------------------------- | --------- | ---------------- | --------- | -------------------------------- |
| Les données manquantes sont à compléter. |           |                  |           |                                  |
| maire en 1899                            |           | M. Simon         |           |                                  |
|                                          |           |                  |           |                                  |
| 1989                                     | mars 2008 | Claudine Vionnet |           |                                  |
| mars 2008                                | 2014      | Annie Verween    |           | Assistante de Direction          |
| 2014                                     | mai 2020  | Roger Revel      |           | Chef d'entreprise                |
| mai 2020                                 | En cours  | Patrick Robert   |           | Responsable service exploitation |

## Équipements et services

### Eau et assainissement
L’organisation de la distribution de l’eau potable, de la collecte et du traitement des eaux usées et pluviales relève des communes. La loi NOTRe de 2015 a accru le rôle des EPCI à fiscalité propre en leur transférant cette compétence. Ce transfert devait en principe être effectif au 1er janvier 2020, mais la loi Ferrand-Fesneau du 3 août 2018 a introduit la possibilité d’un report de ce transfert au 1er janvier 2026,.

#### Assainissement des eaux usées
En 2020, la commune de Lescherolles ne dispose pas d'assainissement collectif,.
L’assainissement non collectif (ANC) désigne les installations individuelles de traitement des eaux domestiques qui ne sont pas desservies par un réseau public de collecte des eaux usées et qui doivent en conséquence traiter elles-mêmes leurs eaux usées avant de les rejeter dans le milieu naturel. Le Syndicat mixte d'assainissement du Nord-Est  (SIANE) assure pour le compte de la commune le service public d'assainissement non collectif (SPANC), qui a pour mission de vérifier la bonne exécution des travaux de réalisation et de réhabilitation, ainsi que le bon fonctionnement et l’entretien des installations,.

#### Eau potable
En 2020, l'alimentation en eau potable est assurée par le syndicat de l'Eau de l'Est seine-et-marnais (S2E77) qui gère le service en régie,,.

## Population et société

### Démographie
L'évolution du nombre d'habitants est connue à travers les recensements de la population effectués dans la commune depuis 1793. Pour les communes de moins de 10 000 habitants, une enquête de recensement portant sur toute la population est réalisée tous les cinq ans, les populations de référence des années intermédiaires étant quant à elles estimées par interpolation ou extrapolation. Pour la commune, le premier recensement exhaustif entrant dans le cadre du nouveau dispositif a été réalisé en 2008.

En 2022, la commune comptait 450 habitants, en évolution de −5,06 % par rapport à 2016 (Seine-et-Marne : +3,92 %, France hors Mayotte : +2,11 %).
| 1793 | 1800 | 1806 | 1821 | 1831 | 1836 | 1841 | 1846 | 1851 |
| ---- | ---- | ---- | ---- | ---- | ---- | ---- | ---- | ---- |
| 228  | 276  | 251  | 270  | 282  | 346  | 334  | 338  | 336  |

| 1856 | 1861 | 1866 | 1872 | 1876 | 1881 | 1886 | 1891 | 1896 |
| ---- | ---- | ---- | ---- | ---- | ---- | ---- | ---- | ---- |
| 325  | 328  | 342  | 337  | 340  | 308  | 346  | 333  | 322  |

| 1901 | 1906 | 1911 | 1921 | 1926 | 1931 | 1936 | 1946 | 1954 |
| ---- | ---- | ---- | ---- | ---- | ---- | ---- | ---- | ---- |
| 315  | 314  | 343  | 289  | 280  | 280  | 255  | 226  | 280  |

| 1962 | 1968 | 1975 | 1982 | 1990 | 1999 | 2006 | 2008 | 2013 |
| ---- | ---- | ---- | ---- | ---- | ---- | ---- | ---- | ---- |
| 273  | 291  | 264  | 300  | 372  | 418  | 462  | 475  | 485  |

| 2018 | 2022 | - | - | - | - | - | - | - |
| ---- | ---- | - | - | - | - | - | - | - |
| 453  | 450  | - | - | - | - | - | - | - |

## Économie
Exploitations agricoles.

### Secteurs d'activité

#### Agriculture
Lescherolles est dans la petite région agricole dénommée les « Vallées de la Marne et du Morin », couvrant les vallées des deux rivières, en limite de la Brie. En 2010, l'orientation technico-économique de l'agriculture sur la commune est la culture de céréales et d'oléoprotéagineux (COP).
Si la productivité agricole de la Seine-et-Marne se situe dans le peloton de tête des départements français, le département enregistre un double phénomène de disparition des terres cultivables (près de 2 000 ha par an dans les années 1980, moins dans les années 2000) et de réduction d'environ 30 % du nombre d'agriculteurs dans les années 2010. Cette tendance se retrouve au niveau de la commune où le nombre d’exploitations est passé de 7 en 1988 à 2 en 2010. Parallèlement, la taille de ces exploitations augmente, passant de 117 ha en 1988 à 177 ha en 2010.
Le tableau ci-dessous présente les principales caractéristiques des exploitations agricoles de Lescherolles, observées sur une période de 22 ans : 
|                                      | 1988 | 2000 | 2010 |
| ------------------------------------ | ---- | ---- | ---- |
| Dimension économique,                |      |      |      |
| Nombre d’exploitations (u)           | 7    | 4    | 2    |
| Travail (UTA)                        | 13   | 8    | 2    |
| Surface agricole utilisée (ha)       | 822  | 584  | 354  |
| Cultures                             |      |      |      |
| Terres labourables (ha)              | 755  | 563  | s    |
| Céréales (ha)                        | 559  | 388  | s    |
| dont blé tendre (ha)                 | 333  | 264  | s    |
| dont maïs-grain et maïs-semence (ha) | 120  | s    | s    |
| Tournesol (ha)                       | 39   |      | s    |
| Colza et navette (ha)                | 61   | 68   | s    |
| Élevage                              |      |      |      |
| Cheptel (UGBTA)                      | 163  | 65   | 0    |

## Culture locale et patrimoine

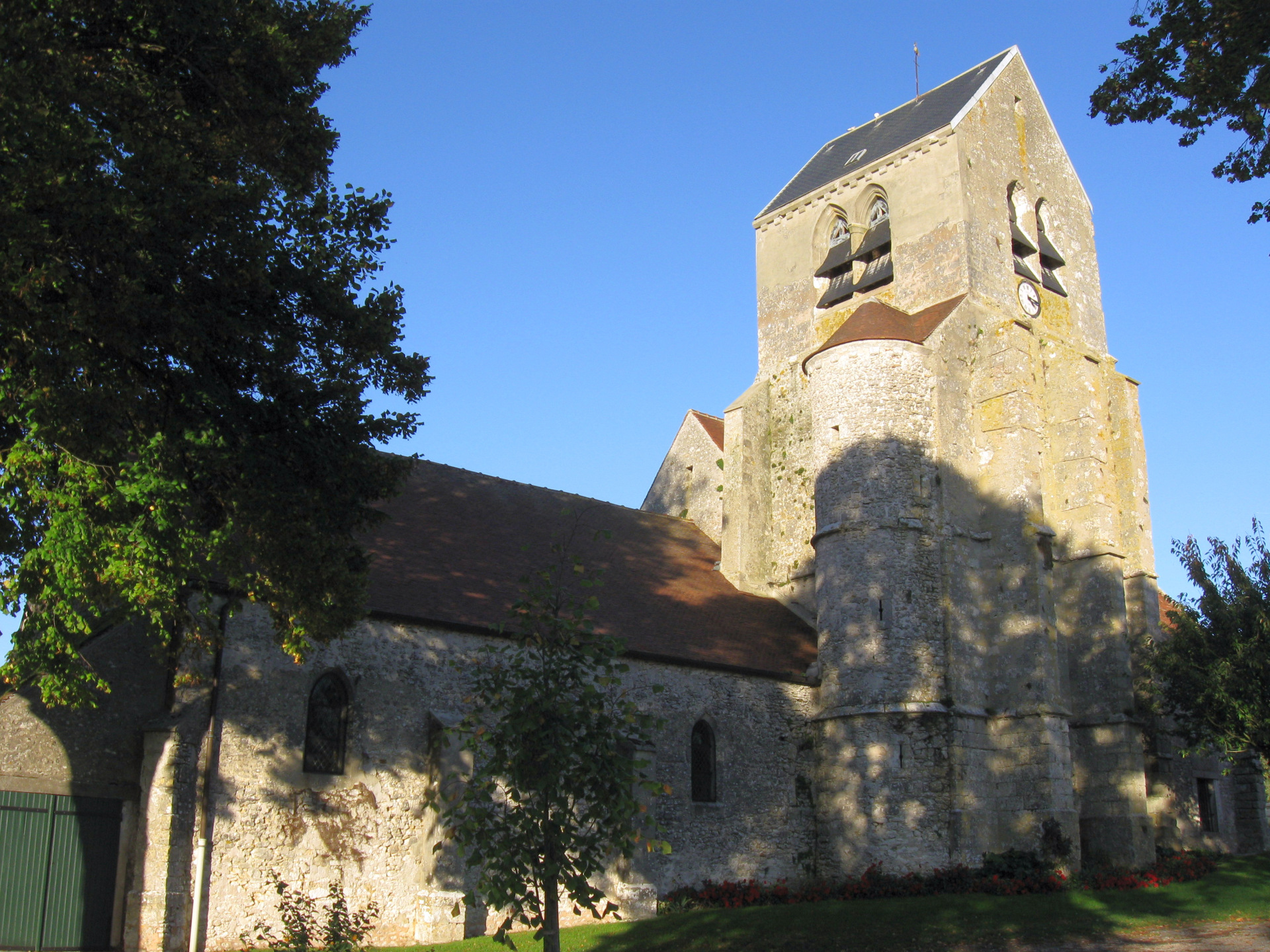
L'église de la Nativité-de-la-Vierge

### Lieux et monuments
- L'église Notre-Dame-de-la-Nativité, construite lors des XIe et XIIIe siècles fait l’objet d’un classement au titre des monuments historiques[58]. Sa nef a été restaurée au XVIe siècle. On peut y voir un tableau La Présentation de Jésus au Temple du XVIIe siècle classé au titre d'objet[59].
- Château du XVIIe siècle.
- Ancienne gare de la ligne de Gretz-Armainvilliers à Sézanne servant aujourd'hui de point de départ au circuit Vélorail du Val du Haut-Morin.

### Héraldique
| Blason de Lescherolles | Blason  | Écartelé: au premier de gueules à Notre Dame auréolée d'argent, habillée d'azur, assise sur une chaire antique d'or, au deuxième d'azur au chevron d'or accompagné, en chef, de deux étoiles et, en pointe, d'un lion, le tout du même, au troisième d'argent au chevron de gueules accompagné de trois roses du même, au quatrième d'argent à quatre lionceaux de gueules couronnés d'or; sur le tout, d'azur à trois fleurs de lis d'or. |
| Blason de Lescherolles | Détails | |